# Facteur de croissance hématopoïétique
Les Facteurs de croissance hématopoïétiques sont des glycoprotéines sécrétées par les cellules de la moelle indispensables pour le développement de cellules hématopoïétiques. 
Leur fonction est d'assurer la prolifération, la maturation de la cellule.
Les différents types de facteurs agissent à des stades différents du développement cellulaire et sur des types cellulaires différents.
Exemple :
- Érythropoïétine sur les précurseurs de globules rouges
- Thrombopoïétine sur les précurseurs des plaquettes
- G-CSF sur les précurseurs des granulocytes